# Demay Point
Der Demay Point (englisch; französisch Pointe Demay) ist ein Kap auf King George Island in den Südlichen Shetlandinseln, das die westliche Seite der Einfahrt zur Admiralty Bay markiert.
Das Kap war Robbenjägern bereits seit dem Jahr 1822 bekannt. Benannt wurde es jedoch erst durch den französischen Polarforscher Jean-Baptiste Charcot bei der Fünften Französischen Antarktisexpedition (1908–1910). Namensgeber ist A. Demay, Vizepräsident der Société d’océanographie du Golfe de Gascogne in Bordeaux. Das Advisory Committee on Antarctic Names übertrug die französische Benennung 1952 ins Englische.